# Pleasanton (Teksas)
Pleasanton – miasto w Stanach Zjednoczonych, w stanie Teksas, w hrabstwie Atascosa.

## Demografia
Według przeprowadzonego przez United States Census Bureau spisu powszechnego w 2010 miasto liczyło 8 934 mieszkańców, co oznacza wzrost o 8,1% w porównaniu do roku 2000. Natomiast skład etniczny w mieście wyglądał następująco: Biali 88,6%, Afroamerykanie 0,7%, Azjaci 0,7%, pozostali 10,0%. Kobiety stanowiły 52,5% populacji.